# Ugo il re del judo
Ugo il re del judo (いなかっぺ大将?, Inakappe taishō) è una serie televisiva animata nippo-statunitense prodotta da Tatsunoko.
Il protagonista fa la sua comparsa anche nell'episodio 68 di Coccinella, altra serie prodotta dalla Tatsunoko in quello stesso periodo.

## Trama
Ugo, un vivace ragazzino in abiti tradizionali giapponesi proveniente dalla campagna si dirige assieme ad un gruppo d'animali verso Tokyo, con l'obiettivo di diventar un esperto di tecniche marziali. Deve andare a far visita ad un amico del padre defunto per farsi insegnare il Judo: farà amicizia con la giovane figlia del maestro e col gatto. Pur essendo ancora molto giovane, la ragazzina conosce già molte tecniche e trucchi di combattimento, imparati dal padre: mentre il gatto è capace di far capriole e giravolte triple in aria! Entrambi si dimostreranno esser maestri degni di Ugo.
Ha poi la divertente abitudine di ballare in perizoma ogni qual volta sente suonar della musica. Anche se di tanto in tanto mostra un aspetto clownesco, è sempre molto popolare tra le persone che gli stanno intorno... e cresce forte e scaltro, per diventar un futuro campione di arti marziali.
Alla fine della storia, dopo tanti ostacoli e guai, Ugo tenterà di sposarsi, dopo aver saputo che il maestro partirà in America, dove potrà diventare il maggiore campione del judo e realizzare così il suo più grande sogno.

## Personaggi
- Ugo Gatto (nome originale Daizaemon "Dai-chan" Kaze)
- Miao Miao (Nyanko)
- Kiku Ogana (Kikuko Ogaki)
- Yago Ogana (Yagoro Ogaki)
- Zippo (Nishi Ishiboshi)
- Luana Marioka (Hanako Mori)
- Manè (Maruko "Tori" Tono)
- Regina
- Kuro
- Maestra Katia (Nana Shirayuki)

## Doppiaggio
| Personaggio        | Doppiatore italiano |
| ------------------ | ------------------- |
| Ugo (Daizaemon)    | Gabriella Andreini  |
| Miao Miao (Nyanko) | Manuela Gatti       |
| Kiku (Kikuko)      | Beatrice Margiotti  |
| Zippo (Nishi)      | Donilde Humphreys   |

## Sigle

### Giapponesi
La sigla di apertura originale è Dai-chan kazoe uta (大ちゃん数え唄? "La canzone per contare di Dai-chan"), interpretata da Yoshimi Tendō, e quelle di chiusura sono Inakappe taishō (いなかっぺ大将?), interpretata da Yoshimi Tendō, e Nishi Hajime no ibari fushi (西一のいびり節? "La melodia di presa in giro di Hajime Nishi"), interpretata da Shun Yashiro. Per tutte le canzoni i testi sono di Miyuki Ishimoto e la musica di Shōsuke Ichikawa.

### Italiana
La sigla italiana è Ugo il re del judo, interpretata da I Cavalieri del Re e scritta da Riccardo Zara.

## Episodi
Sia in Giappone che in Italia le puntate sono state trasmesse accoppiate, 2 segmenti per ogni puntata, per un totale quindi di 208 storie in 104 episodi.
| Nº  | Titolo italiano Giapponese 「Kanji」 - Rōmaji | In onda           | In onda |
| Nº  | Titolo italiano Giapponese 「Kanji」 - Rōmaji | Giapponese        |         |
| 1   | Le origini di Ugo / La città di Tokyo 「ワシは風大左エ門だス／東京はスゴイとこだス」 - washi ha kaze dai hidari e mon da su / tōkyō ha sugoi tokoda su | 4 ottobre 1970    |         |
| 2   | Imparo il judo / Il primo giorno di scuola 「柔の道はチビシイだス／わしは学園の人気者だス」 - jū no michi ha chibishii da su / washiha gakuen no ninkimono da su | 11 ottobre 1970   |         |
| 3   | Sogno o son desto? / Il ballerino 「これは夢か幻だスか／祭りばやしにゃ弱いだス」 - koreha yume ka maboroshi da su ka / matsuri bayashinya yowai da su | 18 ottobre 1970   |         |
| 4   | Il tripplo salto del gatto / Odette e il principe 「キャット空中三回転だス／学芸会はメタメタだス」 - kyatto kūchū sankai ten da su / gakugeikai ha metameta da su | 25 ottobre 1970   |         |
| 5   | Vita da cani / Evviva il baseball 「ワンとも困っただス／これが本当の野球だス」 - wan tomo komatta da su / korega hontō no yakyū da su | 1º novembre 1970  |         |
| 6   | Duro allenamento / Un’importante sconfitta 「ズッコケ大特訓だス／成せば成るだス成らぬだス」 - zukkoke dai tokkun da su / nase ba naru da su nara nuda su | 8 novembre 1970   |         |
| 7   | Ho sognato di sognare / Il grande magazzino 「朝の夢は冷たいだス／デパートは不便だス」 - asa no yume ha tsumeta ida su / depato ha fuben da su | 15 novembre 1970  |         |
| 8   | Passeggiata nel parco / Sani, robusti e forti 「わしも歩けば棒に当るだス／子供は風の子だス」 - washimo aruke ba bō ni ataru da su / kodomo ha kaze no ko da su | 22 novembre 1970  |         |
| 9   | Le semifinali / Inutile barare 「わしはやるだス男だス／心のまよいはすてるだ」 - washihayaruda su otoko da su / kokoro nomayoihasuteruda | 29 novembre 1970  |         |
| 10  | Il lavoro nobilita l’uomo / Il punto debole di miao miao 「とつげき新聞記者だスorとつげき新聞配達だス／可愛コちゃんニャ弱い」 - totsugeki shinbunkisha da su or totsugeki shinbunhaitatsu da su / kawai ko chan nya yowai                                                        | 6 dicembre 1970   |         |
| 11  | La corrispondenza di Ugo / La grande prova 「どっちの手紙が先だスか／わしは故郷の大物だス」 - docchino tegami ga saki da su ka / washiha kokyō no oomono da su | 13 dicembre 1970  |         |
| 12  | Giallo alla baita / Babbo Natale 「飛んで火に入る四悪人だス／サンタは本当に……」 - ton de hi ni iru shi akunin da su / santa ha hontō ni...... | 20 dicembre 1970  |         |
| 13  | La grande abbuffata / Ugo superstar 「つまみ食いは高いだス／わしは天下の大スター」 - tsumami kui ha takai da su / washiha tenka no dai suta | 27 dicembre 1970  |         |
| 14  | Felice anno nuovo / La gara degli aquiloni 「大将凧よ上れだス／明けましてズッコケただス」 - taishō tako yo nobore da su / ake mashite zukkoke tada su | 3 gennaio 1971    |         |
| 15  | L’inquinamento / Avventura al circo 「田舎の空気はにがいだスor都会の空気はにがいだス／決死の大サーカスだス」 - inaka no kūki hanigaida su or tokai no kūki hanigaida su / kesshi no dai sakasu da su                                                                             | 10 gennaio 1971   |         |
| 16  | La tribù delle scimmie / Il quadro 「ズッコケ山のボス猿だス／花の姿はこの胸にだス」 - zukkoke yama no bosu saru da su / hana no sugata hakono mune nida su | 17 gennaio 1971   |         |
| 17  | Una vita da ridere / Super Jack 「天才チンドン屋だス／わしはスーパージャック」 - tensai chindon ya da su / washiha supajakku | 24 gennaio 1971   |         |
| 18  | La festa della primavera / Ugo e l’usignolo 「福は外だス、鬼は内だス／梅にうぐいすだス」 - fuku ha soto da su, oni ha nai da su / ume niuguisuda su | 31 gennaio 1971   |         |
| 19  | Mi chiamo Musashi / Freddo e gelo 「わしは宮本武蔵だス／モーレツ寒げいこだス」 - washiha miyamotomusashi da su / moretsu kan geikoda su | 7 febbraio 1971   |         |
| 20  | Non si può fare tutto / Vivere da uomo 「両手に花は困るだス／男の道はつらいだス」 - ryōte ni hana ha komaru da su / otoko no michi hatsuraida su | 14 febbraio 1971  |         |
| 21  | Addio mia sposa / Il campione di sci acrobatico 「花嫁先生さようならだス／すべるだス転ぶだス」 - hanayome sensei sayōnarada su / suberuda su korobu da su | 21 febbraio 1971  |         |
| 22  | Ho incontrato susanna / Chiedilo all’anguilla 「ズッコケボイン投げだス／ドジョウに行く先…」 - zukkokeboin nage da su / dojō ni yukusaki... | 28 febbraio 1971  |         |
| 23  | Il giorno delle bambole / Il ritratto 「桃の節句にうきうきだス／遠くにあって近いだス」 - momo no sekku niukiukida su / tooku niatte chikai da su | 7 marzo 1971      |         |
| 24  | Un uomo nella tempesta / Questa è un’emergenza 「嵐の中の男だス／これは天下の一大事だス」 - arashi no nakano otoko da su / koreha tenka no ichidaiji da su | 14 marzo 1971     |         |
| 25  | L’arrivo di Luana / L’uomo più richiesto del mondo 「やって来る来るお花ちゃんだス／ドボジデこんなにもてるだス」 - yatte kuru kuru o hana chanda su / dobojide konnanimoteruda su                                                                                                 | 21 marzo 1971     |         |
| 26  | Il barbiere / Non si può avere tutto 「わしはバリカン大将だす／わしの道は一本だス」 - washiha barikan taishō dasu / washino michi ha ippon da su | 28 marzo 1971     |         |
| 27  | Studia / Non posso lasciarti 「勉強、勉強また勉強だス／別れのつらさは……」 - benkyō, benkyō mata benkyō da su / wakare notsurasaha...... | 4 aprile 1971     |         |
| 28  | Un americano / Dobbiamo mettercela tutta 「ズッコケても、ズッコケてもだス／オオ!ミステークだス」 - zukkoke temo, zukkoke temoda su / oo! misuteku da su | 11 aprile 1971    |         |
| 29  | Che bella natura / La pazienza 「花を愛する心だス／ここががまんのしどころだ」 - hana wo aisu ru kokoro da su / kokogagamannoshidokoroda | 18 aprile 1971    |         |
| 30  | Il pilota / Il grande ruggito 「わしは名パイロットだス／猛獣の中にわれ一人だ」 - washiha mei pairotto da su / mōjū no nakani ware hitori da | 25 aprile 1971    |         |
| 31  | Il lupo di mare / La locomotiva a vapore 「D51機関車魂だス／波のまにまにドンブラコだス」 - d51 kikansha tamashii da su / nami nomanimani donburako da su | 2 maggio 1971     |         |
| 32  | Gli scalatori / L’antenato 「そこに山があるからだス／ズッコケ、ご先祖様」 - sokoni yama gaarukarada su / zukkoke, go senzosama | 9 maggio 1971     |         |
| 33  | Il malato immaginario / Il preveggente 「わしの近道通りゃんせだス／当るも、当らぬも運」 - washino chikamichi toori yanseda su / ataru mo, atara numo un | 16 maggio 1971    |         |
| 34  | Il gatto ladro / La mamma 「お上りニャンコを探すだス／母ちゃんはいいもんだ」 - o nobori nyanko wo sagasu da su / kaachan haiimonda | 23 maggio 1971    |         |
| 35  | Capo squadra / Incontro decisivo 「わしは応援団長だス／どっちが本当の大将だス」 - washiha ōendanchō da su / docchiga hontō no taishō da su | 30 maggio 1971    |         |
| 36  | Una pietanza prelibata / Evviva la musica 「大ちゃん鍋で頑張るだス／聞いちゃならない……」 - dai chan nabe de ganbaru da su / kii chanaranai...... | 6 giugno 1971     |         |
| 37  | Discreta domestica / Un buon padre 「男涙の子守歌だスor男、涙の子守歌だスor男・涙の子守唄だス／わしはズッコケお手伝いだス」 - otoko namida no komoriuta da su or otoko, namida no komoriuta da su or otoko. namida no komoriuta da su / washiha zukkoke o tetsudai da su         | 13 giugno 1971    |         |
| 38  | Caccia al trofeo / Lo spirito giapponese 「サルも木から落ちるだス／外人さんにゃ弱いだス」 - saru mo ki kara ochiru da su / gaijin sannya yowai da su | 20 giugno 1971    |         |
| 39  | Un importante sacrificio / Viaggio in treno 「心の修業に旅立つだス／東海道は日本晴れだス」 - kokoro no shugyō ni tabidatsu da su / tōkaidō ha nippon hare da su | 27 giugno 1971    |         |
| 40  | Troppi compleanni / Un’avventura per Miao Miao 「ズッコケハッピーバースデーだス／愛して恋してニャンパラリだス」 - zukkokehappibasude da su / itoshi te koishi te nyanparari da su                                                                                                | 4 luglio 1971     |         |
| 41  | Un personaggio misterioso / Il venditore ambulante 「チビットやける話だス／情は人のためならずだス」 - chibitto yakeru hanashi da su / jō ha nin notamenarazuda su | 11 luglio 1971    |         |
| 42  | Il ladro / Il punto debole 「泥棒ねずみの皮をはげだス／そこが女の泣きどころ」 - dorobō nezumino kawa wohageda su / sokoga onna no naki dokoro | 18 luglio 1971    |         |
| 43  | Il terribile equivoco / Il ricatto 「ズッコケ盆踊りだス／チクリと痛いイビリ節だス」 - zukkoke bon'odori da su / chikuri to itai ibiri fushi da su | 25 luglio 1971    |         |
| 44  | L’eroe del cinema / Un amico per Mary 「わしは映画の主役だス／日本一のほれられ男だス」 - washiha eiga no shuyaku da su / nippon'ichi nohorerare otoko da su | 1º agosto 1971    |         |
| 45  | Il signor orso / L’appuntamento 「熊さん、お手をどうぞだスor熊さんお手をどうぞだス／デートに胸が燃えるだス」 - kuma san, o te wodōzoda su or kuma san'o te wodōzoda su / deto ni mune ga moe ruda su                                                                             | 8 agosto 1971     |         |
| 46  | Caccia al ladro / Concorso di fotografia 「人情ズッコケ風呂だス／写真家泣かせのモデルだス」 - ninjō zukkoke furo da su / shashinka naka seno moderu da su | 15 agosto 1971    |         |
| 47  | Una giornata sfortunata / Una sorpresa 「恋をする海の男だスor恋する海の男だス／女の誘いにゃ弱いだス」 - koi wosuru umi no otoko da su or koisuru umi no otoko da su / onna no sasoi nya yowai da su                                                                              | 22 agosto 1971    |         |
| 48  | Il colpevole / Non voglio ballare 「猫も歩けば雀に当たるだス／浮かればやしにのらんだス」 - neko mo aruke ba suzume ni ata ruda su / uka rebayashininoranda su | 29 agosto 1971    |         |
| 49  | La nuova scolara / Occasione da non perdere 「チビット古い新入生だス／“買ってくるぞ”と勇ましくだス」 - chibitto furui shinnyūsei da su /" katte kuruzo " to isama shikuda su | 5 settembre 1971  |         |
| 50  | Un insetto / Il sosia 「ハエに大福なめられただス／顔じゃないだス心だス」 - hae ni daifuku nameraretada su / kao janaida su kokoro da su | 12 settembre 1971 |         |
| 51  | Al ristorante / Amici più di prima 「今晩は、大福奴だスor今晩は大福奴だス／猫がだめなら犬がいるだス」 - konban ha, daifuku yatsu da su or konban ha daifuku yatsu da su / neko gadamenara inu gairuda su                                                                         | 19 settembre 1971 |         |
| 52  | L’eroe del west / Farò il dentista 「わしは西部の勇者だス／虫歯は抜くに限るだス」 - washiha seibu no yūsha da su / mushiba ha nuku ni kagiru da su | 26 settembre 1971 |         |
| 53  | Una storia felice / Miao Miao nei guai 「ニャンともアツイ話だス／ニャンともめでたい話だス」 - nyan tomo atsui hanashi da su / nyan tomomedetai hanashi da su | 3 ottobre 1971    |         |
| 54  | La pallavolo / Il moderatore 「やらねばならぬバレーだス／ケンカはわしがあずかるだス」 - yaranebanaranu bare da su / kenka hawashigaazukaruda su | 10 ottobre 1971   |         |
| 55  | Un conto da saldare / La sfilata di moda 「温泉ホテルの番頭だス／もてるモデルは、このモデルだス」 - onsen hoteru no bantō da su / moteru moderu ha, kono moderu da su | 17 ottobre 1971   |         |
| 56  | Mi voglio innamorare / Innamorato pazzo 「好きになったらもろいだス／ほれっぽいのが玉にキズだス」 - suki ninattaramoroida su / horeppoinoga tama ni kizu da su | 24 ottobre 1971   |         |
| 57  | Una lunga storia / Il grande guaritore 「語るも涙の話だス／ソコにつける薬はないだス」 - kataru mo namida no hanashi da su / soko nitsukeru kusuri hanaida su | 31 ottobre 1971   |         |
| 58  | Troppi gattini / Discussione in famiglia 「ニャンコ、子ニャンコ、ニャンパラリだスorニャンコ子ニャンコニャンパラリだス／生まれた子ニャンコ123…だス」 - nyanko, ko nyanko, nyanparari da su or nyanko ko nyankonyanparari da su / umare ta ko nyanko 123... da su                  | 7 novembre 1971   |         |
| 59  | Composizione floreale / Ospite indesiderato 「追い出せ!下宿人だス／ズッコケ男のはな道」 - oidase! geshukunin da su / zukkoke otoko nohana michi | 14 novembre 1971  |         |
| 60  | Il comandante dei Vigili del Fuoco / Il faticoso mondo del judo 「ズッコケ消防署長だス／柔の道を捨てるだス」 - zukkoke shōbōsho chō da su / jū no michi wo sute ruda su | 21 novembre 1971  |         |
| 61  | Il bowling / Vita da marinaio 「わるのりボーリングだスorわるのりボウリングだス／サヨナラ航海のマドロスだス」 - warunori boringu da su or warunori bōringu da su / sayonara kōkai no madorosu da su                                                                               | 28 novembre 1971  |         |
| 62  | Tempo di fantasmi / I guai non finiscono mai 「うらめしや幽霊だス／きらいきらいも好きのうちだス」 - urameshiya yūrei da su / kiraikiraimo suki nōchida su | 5 dicembre 1971   |         |
| 63  | Il panno slip / Un pompiere in città 「きりりとしめれば心がしまるだス／出る時、寝る時、火の用心だス」 - kiriritoshimereba kokoro gashimaruda su / deru toki, neru toki, hi no yōjin da su                                                                                        | 12 dicembre 1971  |         |
| 64  | Il torneo di combattimento per cani / Ugo superstar 「男らしさを見せるだス／犬も歩けば土俵に上るだス」 - otoko rashisawo mise ruda su / inu mo aruke ba dohyō ni noboru da su | 19 dicembre 1971  |         |
| 65  | Fa qualcosa con la mia pettinatura / Raccogliete fondi con una pentola di ferro 「頭かくして尻かくさずだス／入れて下さいこの釜にだス」 - atama kakushite shiri kakusazuda su / ire te kudasai kono kama nida su                                                                  | 26 dicembre 1971  |         |
| 66  | Un capodanno alle Hawaii (1ª parte) / Un capodanno alle Hawaii (2ª parte) 「アローハ新年おめでとうだス／アローハ今年もよろしくだス」 - aroha shinnen omedetōda su / aroha konnen moyoroshikuda su                                                                                | 2 gennaio 1972    |         |
| 67  | Sono padre / Le elezioni 「デッカイ夢にかけるだス／清き一票このわしにだス」 - dekkai yume nikakeruda su / kiyoshi ki ippyō konowashinida su | 9 gennaio 1972    |         |
| 68  | Un consiglio paterno / Parco giochi 「熱い血潮で耐えるだス／頑張らなくっちゃ!!ソノためだス」 - atsui chishio de tae ruda su / ganbara nakuccha!! sono tameda su | 16 gennaio 1972   |         |
| 69  | Il matrimonio dello zio Yago / I dispetti di zippo 「タンタン狸のいびり汁だス／めでたくもあり、めでたくもなしだス」 - tantan tanuki noibiri shiru da su / medetakumoari, medetakumonashida su                                                                                    | 23 gennaio 1972   |         |
| 70  | Il campione dello slittino / Il modello 「オオ!白銀はまねくだス／わしはマンガのモデルだス」 - oo! hakugin hamanekuda su / washiha manga no moderu da su | 30 gennaio 1972   |         |
| 71  | La gara di nuoto / Una bambina piagnucolona 「ズッコケ寒中水泳だス／ドボジテそんなに泣くんだス」 - zukkoke kanchū suiei da su / dobojite sonnani naku nda su | 6 febbraio 1972   |         |
| 72  | Finalmente sposi / Vendita a domicilio 「日本一のしあわせ者だス／ドバッとぬいで頑張るだス」 - nippon'ichi noshiawase mono da su / dobatsu tonuide ganbaru da su | 13 febbraio 1972  |         |
| 73  | L’importanza di un papà / La trappola di un secolo 「抱いてやるだスこの胸にだス／イビリ狐にワナかけるだス」 - dai teyaruda su kono mune nida su / ibiri kitsune ni wana kakeruda su                                                                                              | 20 febbraio 1972  |         |
| 74  | Ugo e il cane randagio / Chi mangia più spaghetti vince 「ばかと迷犬は使い用だスorばかと迷犬は使いようだス／食って食って食いまくるだス」 - bakato meiken ha tsukai yō da su or bakato meiken ha tsukai yōda su / kutsutte kutsutte kui makuruda su                               | 27 febbraio 1972  |         |
| 75  | I pericoli di una grande città / Il grande duello 「花の都のいなかっぺだス／ニャンタレ!世紀の大決闘だスorニャンタレ世紀の大決闘だス」 - hana no miyako noinakappeda su / nyantare! seiki no dai kettō da su or nyantare seiki no dai kettō da su                                 | 5 marzo 1972      |         |
| 76  | Il colpevole è Miao / I guai non mancano mai 「ドボジデアンヨがからむだス／悩める者はみなきたれだス」 - dobojideanyo gakaramuda su / nayame ru mono haminakitareda su | 12 marzo 1972     |         |
| 77  | La vera ricchezza è quella dell’anima / Ride bene chi ride ultimo 「姿よりも心だス／踊るあほうにイビリ節だス」 - sugata yorimo kokoro da su / odoru ahōni ibiri fushi da su | 19 marzo 1972     |         |
| 78  | Ognuno deve seguire la propria strada / La mia determinazione è come una roccia 「ズッコケ道を一人行くだス／ズッコケ風が身にしみるだス」 - zukkoke michi wo hitori iku da su / zukkoke kaze ga mini shimiruda su                                                                 | 26 marzo 1972     |         |
| 79  | I bambini sono la gioia dell’umanità / L’ombrello prestato 「鬼っ子どものお通りだス／春雨に濡れていくだス」 - oni tsu kodomo noo toori da su / harusame ni nure teikuda su | 2 aprile 1972     |         |
| 80  | Io i topi non li sopporto / Cercasi lavoro 「ドボジテ鼠になめられるだス／タダいる猫は働くだス」 - dobojite nezumi ninamerareruda su / tada iru neko ha hataraku da su | 9 aprile 1972     |         |
| 81  | Ugo e il compito in classe / Lo spettacolo di magia 「見せちゃならないコレだけはだス／世にもふしぎな大魔術だス」 - mise chanaranai kore dakehada su / yoni mofushigina dai majutsu da su                                                                                         | 16 aprile 1972    |         |
| 82  | La malattia di Zippo / A pesca di carne 「これが男の情けだス／逃がした魚は大きいだス」 - korega otoko no nasake da su / niga shita sakana ha ooki ida su | 23 aprile 1972    |         |
| 83  | Promessi sposi / Caccia agli aquiloni 「帰って来た花婿さんだス／男の節句にモテモテだス」 - kaette kita hanamuko sanda su / otoko no sekku ni motemote da su | 30 aprile 1972    |         |
| 84  | Il bisogno impellente / Gita in tandem 「ここで男は耐えるだス／ペダルを踏めば身も踊るだス」 - kokode otoko ha tae ruda su / pedaru wo fume ba mi mo odoru da su | 7 maggio 1972     |         |
| 85  | Ho adottato una madre / La legge della giungla 「甘くせつないひざまくらだス／なにがなんでも守るだス」 - amaku setsunaihizamakurada su / naniganandemo mamoru da su | 14 maggio 1972    |         |
| 86  | Senza memoria / Discussione in famiglia 「わしはどこの誰だスか?／“ドボジデ男は弱いのよ”だス」 - washihadokono dare da su ka? / "dobojide otoko ha yowai noyo" da su | 21 maggio 1972    |         |
| 87  | Un alletante lavoro / Gita all’inferno 「わしはボインに弱いだス／ここは地獄の一丁目だス」 - washiha boin ni yowai da su / kokoha jigoku no icchōme da su | 28 maggio 1972    |         |
| 88  | Avventura in ascensore / Un brutto scherzo 「出るに出られぬハコの中だス／子連れニャンコの一大事だス」 - deru ni dera renu hako no naka da su / kodure nyanko no ichidaiji da su                                                                                                  | 4 giugno 1972     |         |
| 89  | Lavoro in risaia / I compiti irrisolti 「そろた娘と田植唄だス／大左エ門は男だス」 - sorota musume to ta shoku uta da su / dai hidari e mon ha otoko da su | 11 giugno 1972    |         |
| 90  | Caccia alle lucciole / Dino Bum 「こっちの水は甘いだスorこっちの水はあまいだス／モテル男はみな敵だス」 - kocchino mizu ha amai da su or kocchino mizu haamaida su / moteru otoko hamina teki da su                                                                               | 18 giugno 1972    |         |
| 91  | La coppa del campione / Golosone 「のらねばならぬその話だス／それをなめなきゃおさまらぬだス」 - noranebanaranusono hanashi da su / sorewonamenakyaosamaranuda su | 25 giugno 1972    |         |
| 92  | Il grande viaggio / L’avventura continua 「花の東京あとにしてだス／着いた所はカマボコの宿だス」 - hana no tōkyō atonishiteda su / tsui ta tokoro ha kamaboko no yado da su | 2 luglio 1972     |         |
| 93  | La prova di resistenza / Il grande digiuno 「ズッコケ雲助道中だス／ぬまずくわずも修業だスorのまずくわずも修業だス」 - zukkoke kumo jo dōchū da su / numazukuwazumo shugyō da su or nomazukuwazumo shugyō da su                                                                   | 9 luglio 1972     |         |
| 94  | Una piccola grande attrice / I gangster possono essere anche gatti 「旅は道連れ世は情だス／男の道に茶のかおりだス」 - tabi ha michidure yo ha jō da su / otoko no michi ni cha nokaorida su                                                                                      | 16 luglio 1972    |         |
| 95  | La grande traversata / Le anguille magiche 「越すに越されぬ大井川だス／うなぎを食えば血がさわぐだス」 - kosu ni kosa renu ooigawa da su / unagiwo kue ba chiga sawaguda su | 23 luglio 1972    |         |
| 96  | Chi sposerà la figlia del re? / Ugo diventa samurai 「狐がくれた花嫁だス／わしは天下の日吉丸だス」 - kitsune gakureta hanayome da su / washiha tenka no hiyoshi maru da su | 30 luglio 1972    |         |
| 97  | Il laghetto fatato / Con le donne non si scherza 「ゆうれいは城でもつだスorゆうれいは城で待っただスorゆうれいは城で持つだス／食いねえネコ食いねえだス」 - yūreiha shiro demotsuda su or yūreiha shiro de matta da su or yūreiha shiro de motsu da su / kui nee neko kui needa su | 6 agosto 1972     |         |
| 98  | In cerca di vongole / Una battaglia contro l’inquinamento 「その手はくわなのはまぐりだス／黒い涙でサヨナラだス」 - sono te hakuwananohamagurida su / kuroi namida de sayonara da su                                                                                              | 13 agosto 1972    |         |
| 99  | Casa stregata / W le straniere 「忍者の里を通りゃんせだス／琵琶湖の水はあまいだスor琵琶湖の水は甘いだス」 - ninja no sato wo toori yanseda su / biwako no mizu haamaida su or biwako no mizu ha amai da su                                                                       | 20 agosto 1972    |         |
| 100 | Il traguardo / L’equivoco 「京の五条の橋の上だス／わしの名前がさえるだ」 - kyō no gojō no hashi no ueda su / washino namae gasaeruda | 27 agosto 1972    |         |
| 101 | Un lavoro occasionale / Tecniche di concentrazione 「二人の愛が燃えるだス／女百人男一人だス」 - futari no ai ga moe ruda su / onna hyakunin otokohitori da su | 3 settembre 1972  |         |
| 102 | Rivalità in amore / Un ragazzo strano 「結ばにゃならぬ愛の糸だス／男の中の女だス」 - musuba nyanaranu ai no ito da su / otoko no nakano onna da su | 10 settembre 1972 |         |
| 103 | Il sestuplo salto mortale / Il grande attore 「キャットは空中六回転だスorキャット空中六回転だス／行くは男のいばら道だス」 - kyatto ha kūchū roku kaiten da su or kyatto kūchū roku kaiten da su / iku ha otoko noibara michi da su                                               | 17 settembre 1972 |         |
| 104 | Ugo il campione / Il matrimonio 「遠くて近きは男女の仲だス／かがやく未来に歩むだス」 - tooku te chikaki ha danjo no naka da su / kagayaku mirai ni ayumu da su | 24 settembre 1972 |         |